# Semaeopus ella
Semaeopus ella är en fjärilsart som beskrevs av George Duryea Hulst 1896. Semaeopus ella ingår i släktet Semaeopus och familjen mätare. Inga underarter finns listade i Catalogue of Life.